# Cástor de Andéchaga
Cástor de Andéchaga y Toral (Gordejuela, 21 de marzo de 1803 - Talledo, 28 de abril de 1874) fue un militar carlista español.

## Biografía
Era hijo de José Andechaga Udando y de Ventura Toral Allende, una familia noble y distinguida de Vizcaya.

### Guerra Realista
Empezó su carrera militar en abril de 1822 como cabo segundo del 3.er Batallón de realistas de Vizcaya, y se encontró en los días 27 y 28 del mismo en las acciones de Aramayona y San Blas de Ceberio; en las de Orduña, Ochandiano, Eristabazo, Muriqueta y Bermeo, los días 9, 11, 14, 19 y 20 de mayo; en 24 del mismo fue ascendido a cabo primero. En las acciones de Morga, Billota, Villalba, Bermeo, Venta de Ureta, Plasencia, Arechavaleta y Arrigorriaga, en los días 4, 8, 9, 11, 12, 27, 29 y 30 de junio y el 11 del mismo mes fue nombrado sargento segundo. Los ataques y encuentros en que tomó parte durante el mes de julio, ocurridos en los días 6, 15, 21, 25, 28 y 29 del mismo, fueron los de Lezama, Orduña, Orozco, Santa Águeda, Lemona, Motrico, Lequeitio y Durango; en agosto en los de Mondragón, Mendaro y tercero de Mondragón, en los días 2, 13. 15, 21, 28, 29 y 30. En septiembre, en las acciones de San Fausto de Cenauri, San Sebastián de Colisa, Villaverde, Aibar y Beci, los días 2, 3, 10, 16 y 21; en 4, 6, 7, 10, 14, 15 y 23 de octubre en, las de Valmaseda, Aranzazu, Arizcorbe, Meñaca, Arcentales, Estella, segunda de Villaverde y Gurriezo, en la que con sólo siete hombres sorprendió la guarnición de aquel punto, cogiendo 56 fusiles. El 30 del mismo mes se halló en la de Osuna. En noviembre, en las de Valmaseda, segunda vez, Zalla, Villarreal, Berrón y Villarcayo, en los días 6, 12, 17, 18 y 23 del mismo, y en 4, 5, 8, 12, 16 y 24 de diciembre, en la Nestosa, Limpias, segunda de la Nestosa, altura del Collado, Arciniega y toma de Castro.
El año 1823 continuó en campaña con las mismas fuerzas, y se halló en la acción de Liendo, el 7 de enero; en la de Sopuerta, el 15; en la de Navarniz, el 16; en la de Bilbao, el 24; en la de Udalla, el 28; en la de Guernica, el 29; en la de Ramales, el 30; en la segunda de Gurriezo, el 8 de febrero; en la de Portugalete, el 10; en la de Arcentales, el 11; en la de Arroyo de Valmaseda, el 13, y en la de Bárcena, el 17. El 9 de marzo asistió a la de Orduña; el 19 a la de Saracha; el 23 a la de Penorras Erucos; el 29 a la de Montellano de Galdames; a las de Bilbao y Laredo, en los días 3 y 20 de abril, y a la sorpresa de Escalante y bloqueo de Santoña, hasta la rendición en 9 de julio.
Cástor de Andéchaga, que en 15 de marzo de 1823 fue nombrado por Real despacho Teniente con grado de Capitán, estuvo con licencia ilimitada desde el año 1824 hasta el de 1832, inclusive.

### Primera Guerra Carlista
El 3 de octubre de 1833 el Infante Don Carlos lo nombró primer Comandante del 7.º Batallón de Vizcaya, con el cual se batió el 9 del mismo mes en Ontón; el 1 de diciembre en Portugalete; el 2 en Baracaldo; el 12 en Carranza; el 20 en la acción de Valmaseda; el 29 en la de Somorrostro, y el 31 en la de Galdames, habiendo sido nombrado Coronel efectivo de Infantería el 26 de noviembre de 1833. En el siguiente año Cástor Andéchaga volvió a asistir a una nueva acción el 5 de enero; a la Gordejuela el 13; a la de Carranza el 25; a la de Sodupe el 30; otra vez a la de Gordejuela el 5 de febrero; a la de Valmaseda el 24; a la de Baracaldo el 20 de marzo; a la de Portugalete el 21; a la de Zaldue el 27; a la de Zalla y Gordejuela el 10 de mayo; a la de Arciniega el 30; a la de Areitio el 14 de junio; a la de Sodupe el 29; a la de Baracaldo el 30; a la de Güeñes y Galdames el 27 de julio; nuevamente a la de Gordejuela el 12 de agosto; a la de Sopuerta el 26; a la de las inmediaciones de Bilbao el 2 de septiembre; a la de Carriezo el 4; a la de Villarcayo el 19; a la de Ampuero el 24; a la de Zalla el 12 de octubre; a la de Sopuerta el 31; a la de Arrancudiaga el 10 de noviembre; a la de Arrigorriaga el 6 de diciembre, y a la de Salvá y Gorbea el 7 del mismo mes.
Prosiguiendo la guerra civil cada día más encarnizada y reñida durante el año de 1835, el Coronel Andéchaga tomó parte en los combates y encuentros que casi diariamente se repetían, y especialmente en los ocurridos en 4 de enero en Mercadillo de Mena; el 13 en Baracaldo; el 26 de febrero en Gurriezo; el 10 de marzo en Mena; el 17 otra vez en Mercadillo; el 28 en Ampuero; el 1 de abril en Terrueza; el 3 en la loma de Castro; el 8 de mayo en la Cuadra; el 15 en Cenarruza; el 1 de junio en Alvia; el 11 en Mena; el 24 en Castrejana; el 1 de julio en Somorrostro; el 6 en Llodio; el 20 en Limpias; el 1 de septiembre en Portugalete y el 11 en Arrigorriaga.
El 8 de enero de 1836 se hallaba el Coronel Andéchaga en Sodupe, cuando supo que unos 250 hombres de los que componían la guarnición de Valmaseda se hallaban en Zalla, y con casi igual fuerza marchó a este punto, dejando el resto en Sodupe para coger a la tropa liberal entre dos fuegos dirigiéndose a apoderarse de la cumbre de Pincuergun, trabándose en ésta un rudo combate, quedando al fin victorioso Andéchaga, quien hizo bastantes prisioneros al enemigo.
Después concurrió Andéchaga a las órdenes del General Eguía a la toma de Valmaseda y Mercadillo de Mena, y nombrado Comandante general de las Encartaciones, dio en 16 de marzo la acción del castillo de la Piedra; el 25 y 26 de abril las del valle de Mena; el 26 de mayo y el 16 de junio nuevamente en el castillo de la Piedra; el 19 y 20 del último mes sobre Valmaseda y alturas de Güeñes, y el 26 en el valle de Mena.
Por Real decreto de 13 de julio de 1836 Andéchaga fue ascendido a Brigadier, y después de haber sostenido el 19 otra acción en el valle de Mena, emprendió el 23 una excursión pasando el puente de Limpias, donde se tiroteó con un batallón liberal. Continuó marchando por Galdácano hacia Carranza, cayendo el 27 en su poder las tropas liberales que guarnecían el valle. Dejó después en Carranza el 8.° de Vizcaya, regresando a la Nestosa con el 2.º y el 7.º, y el 19 de agosto tuvo un encuentro en Ampuero con la columna de Iriarte. El día 25 sostuvo una reñida acción, en la que hizo prisioneros al Coronel La Plana, a su ayudante y a unos cuarenta soldados.
Otro encuentro victorioso sostuvo el Brigadier Andéchaga en Otañes el 9 de septiembre, cogiendo en él bastantes prisioneros al enemigo. El 30 del mismo mes se halló en el encuentro de Liérganes, y el 13 de octubre sobre Valmaseda. El 23 del mismo mes pasó a tomar parte en el tercer sitio de Bilbao; en el que se halló hasta su levantamiento.

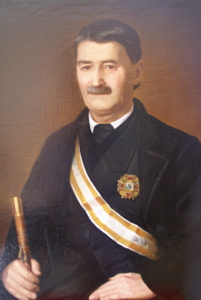
Cástor de Andéchaga, comandante general de Las Encartaciones.

Cuando fue nombrado General en jefe del ejército carlista el Infante Don Sebastián, nombró al Brigadier Andéchaga Comandante general de la División Cántabra. Desempeñando este cargo se batió en Sopuerta el 2 de febrero de 1837, y en Guardamino el 29 de julio del mismo año; en el siguiente concurrió desde el 2 al 28 de enero al bloqueo de Valmaseda; el 30 y 31 del mismo a la acción de Villanueva de Mena; el 14 de febrero a la de Llanos; el 1 de abril a la sorpresa de Laredo; el 7 de junio a la acción de Ramales; el 26 del mismo a la de Osada; el 5 de octubre a la de Limpias; desde el 16 al 20 de octubre a las del valle de Soba, y el 18 de diciembre a las de Ampuero.
Durante el año 1839 continuó desempeñando el cargo de Comandante general de Santander y las Encartaciones, batiéndose el 2 de enero en Udalla; el 24 del mismo al 13 de mayo en el sitio de Ramales; el 2 de junio en la sorpresa de Ampuero, y desde 24 de junio hasta fines de julio, en la línea de Amurrio.
Cástor de Andéchaga se adhirió al Convenio de Vergara, pero pronto se retiró a la vida privada, después de haber asistido a más de 180 hechos de armas, ascendiendo de cabo a brigadier en menos de cinco años de campaña.

### Tercera guerra carlista

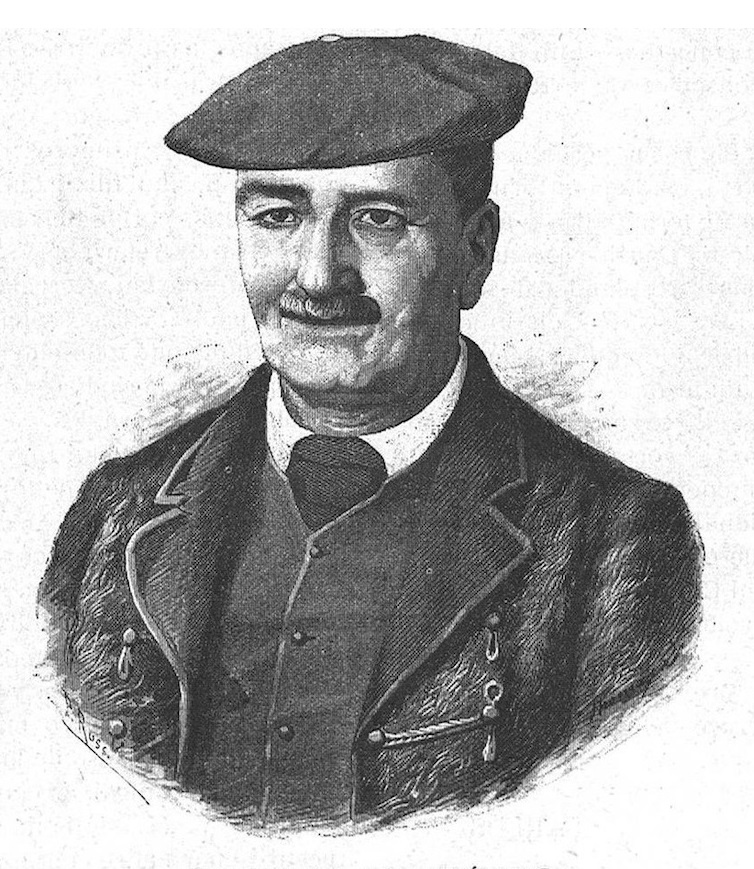
Cástor de Andéchaga retratado por Paciano Ross en la revista carlista histórico-militar El Estandarte Real (1891).

De acuerdo con Camilo Villavaso, a Cástor de Andéchaga no le movió «ninguna clase de excitación, ni de ruegos, ni de promesas» para ir nuevamente a la guerra, sino los desórdenes producidos durante el Sexenio Democrático. Según este relato, le habría llegado un periódico en que se referían sacrilegios ocurridos en las iglesias de Barcelona y exclamó «Esto ya no se puede sufrir, vamos al campo». Con edad ya avanzada, participaría en la tercera guerra carlista, lanzándose a campaña en agosto de 1873, y en medio de reñidos encuentros organizó en breve tiempo los batallones de Encartados que dirigidos por él se destacaron en la línea de Somorrostro.
El Brigadier Andéchaga se apoderó del destacamento que guarnecía Ortuella, entró en Portugalete, sostuvo un rudo combate con Lagunero y atacó tan duramente a la columna de Villegas, que la obligó a retirarse a Santander. Tomó parte muy activa en el sitio de Portugalete a principios de 1874; el 15 de febrero rechazó solamente con los dos batallones de Encartados, el vizcaíno de Arratia y el castellano de Burgos, a la división Primo de Rivera, que fuerte de 7.000 hombres trató de forzar las posiciones carlistas para socorrer a Bilbao.
Ya ascendido a Mariscal de campo, Castor Andéchaga se batió bizarramente en la batalla de Somorrostro, ocupando con las fuerzas de su mando posiciones de vanguardia; en la batalla de San Pedro Abanto ocupó con el batallón de Arratia, el 1.º de Castilla y los dos Encartados, la línea de Ciérvana y las posiciones inmediatas a este pueblo. Finalmente, el 26 de abril fue con los dos batallones de Encartados a ocupar el pueblo de Talledo; y el día 28 se vio atacado por más de 12.000 hombres, a los que sólo podía oponer dos batallones de pocas plazas, que juntos no llegarían a 1.000 soldados; mas no arredró esta desproporción numérica al general Andéchaga, quien se sostuvo en su puesto conteniendo al enemigo hasta morir atravesado de un balazo, sin haber cedido un palmo de terreno al enemigo. A su lado cayó también mortalmente herido su capellán, que había acudido presuroso a prestarle los auxilios espirituales. Sus soldados lograron salvar el cadáver del General Andechága, a quien dieron sepultura en Sodupe.
Aún se conserva el sencillo nicho en el que está enterrado. Don Carlos tendría un recuerdo especial hacia él al instituir en 1895 la fiesta de los Mártires de la Tradición.